# Gulli Petrini
Gulli Charlotta Petrini (Estocolmo, 30 de septiembre de 1867 - Estocolmo, 8 de abril de 1941) fue una física, escritora, suffragette, activista por los derechos de las mujeres y política sueca. Fue la presidenta de la rama local de la Landsföreningen för kvinnans politiska rösträtt (Asociación Nacional para el Sufragio de las Mujeres) en Växjö en los años 1903-1914, y en Estocolmo en los años 1914-1921. Además formó parte del ayuntamiento de Växjö a favor de los liberales en los años 1910 a 1914.

## Biografía
Gulli Petrini fue hija Carl Jacob Rossander y Emma María Godenius. Se graduó en la Wallinska skolan en 1887, y consiguió el doctorado (philosophiæ doctor) en la Universidad de Uppsala en 1901. En 1902 se casaría con otro estudiante y compañero suyo, Henrik Petrini. Trabajó como profesora en la escuela de educación secundaria para mujeres en Växjö entre 1902 y 1906, y como profesora en diferentes escuelas para chicas en Estocolmo entre los años 1914 y 1931.
Petrini se interesó en el movimiento feminista mientras estudiaba en la Universidad de Uppsala en los años noventa del siglo XIX, donde además solía frecuentar el círculo radical de Ann-Margret Holmgren. Su interés por dicho movimiento se vio inspirado en su vida privada, la cual no fue convencional. Apoyada por un padre progresista, asistió a la universidad aun cuando era algo controvertido para una mujer de la época. También fue una profesional a pesar de contraer matrimonio en un período en el que la sociedad no contemplaba que las mujeres casadas tuvieran que mantenerse por cuenta propia. Se involucró activamente en la política en 1904, tras alistarse en la rama local de la Landsföreningen för kvinnans politiska rösträtt en Växjö, y pronto se convertiría en una figura prominente en el movimiento por el sufragio femenino en Suecia.
Petrini falleció en 1941 a causa de un cáncer uterino en Kungsholms a los 74 años.